# Donacesa
Donacesa là một chi bướm đêm thuộc họ Erebidae.